# Ligne discontinue de guidage en France

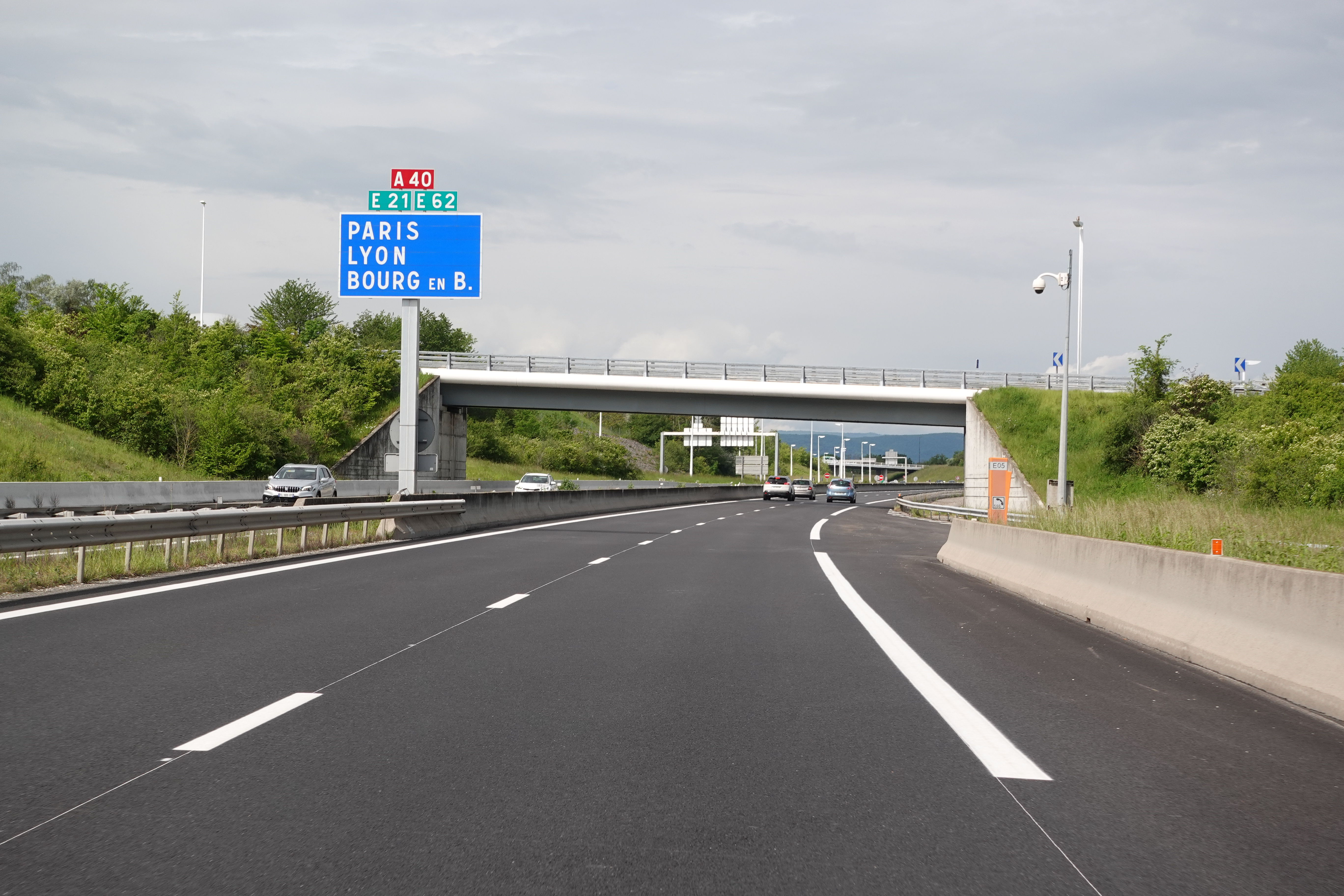
Une ligne discontinue de guidage entre deux voies de l'Autoroute A40.

Une ligne discontinue de guidage est en France une marque routière longitudinale discontinue blanche qui a pour objet de séparer les couloirs de circulation sur les chaussées à sens unique, ainsi que sur les routes à double sens de circulation sur lesquelles les dépassements sont autorisés.
Il est aussi possible qu'elle double une ligne continue (ligne mixte) sur une route à double sens : elle permet alors aux véhicules circulant du côté de la ligne discontinue de dépasser.

## Réglementation
Tout conducteur peut franchir ou chevaucher une ligne discontinue si celle-ci se trouve la plus proche de son véhicule au début de la manœuvre et à condition que cette manœuvre soit terminée avant la fin de la ligne discontinue.

## Largeur
La largeur des lignes discontinues est donnée en multiples d’un indicateur dénommé « u » qui dépend du type de voie sur laquelle est peinte la ligne ainsi que de la finalité de celle-ci.

## Caractéristiques
Cette ligne, codifiée T1, est composée de pleins de 3 m espacés d'intervalles vides de 10 m.

Lignes discontinues de type T1

| Désignation des marques                                  | Modulation    | Largeur |
| -------------------------------------------------------- | ------------- | ------- |
| Ligne axiale ou de délimitation de voie en rase campagne | T1            | 2u      |
| Ligne axiale ou de délimitation de voie en agglomération | T1            | 2u      |
| Ligne de délimitation de piste cyclable                  | T1, T'1 ou T3 | 2u      |

## Usage
Son utilisation est différente selon sa localisation :
- en rase campagne
- en milieu urbain

Cette ligne est devenue blanche en 1972 ; auparavant elle était jaune.